# Martin Aldridge
Pour les articles homonymes, voir Aldridge.
Martin James Aldridge est un footballeur anglais né le 6 décembre 1974 à Northampton et mort le 30 janvier 2000  à Oxford.

## Biographie
Il meurt lors d'un accident de voiture à l'âge de 25 à Oxford, en Angleterre.

## Carrière
- 1993-1995 : Northampton Town FC  Angleterre
- 1995 : → Dagenham & Redbridge (prêt)  Angleterre
- 1995-1998 : Oxford United  Angleterre
- 1998 : → Southend United (prêt)  Angleterre
- 1998-2000 : Blackpool  Angleterre
- 1999 : → Port Vale FC (prêt)  Angleterre
- 2000 : → Rushden & Diamonds (prêt)  Angleterre